# Przeździecko-Grzymki
Przeździecko-Grzymki – wieś sołecka w Polsce położona w województwie mazowieckim, w powiecie ostrowskim, w gminie Andrzejewo.
W latach 1975–1998 miejscowość administracyjnie należała do województwa łomżyńskiego. Przez wieś przepływa rzeka Brok Mały.
Pomiędzy wsią Przeździecko Jachy a Przeździecko Grzymki znajduje się obszar zwany dotąd Żale, dawne cmentarzysko, na wyniosłem wybrzeżu rzeczki Brok Mały. Według podania miała stać świątynia pogańska, której szczątkami są rozrzucone w tym miejscu wielkie kamienie.
Wierni Kościoła rzymskokatolickiego należą do parafii Wniebowzięcia Najświętszej Maryi Panny w Andrzejewie.